# Shoggoth

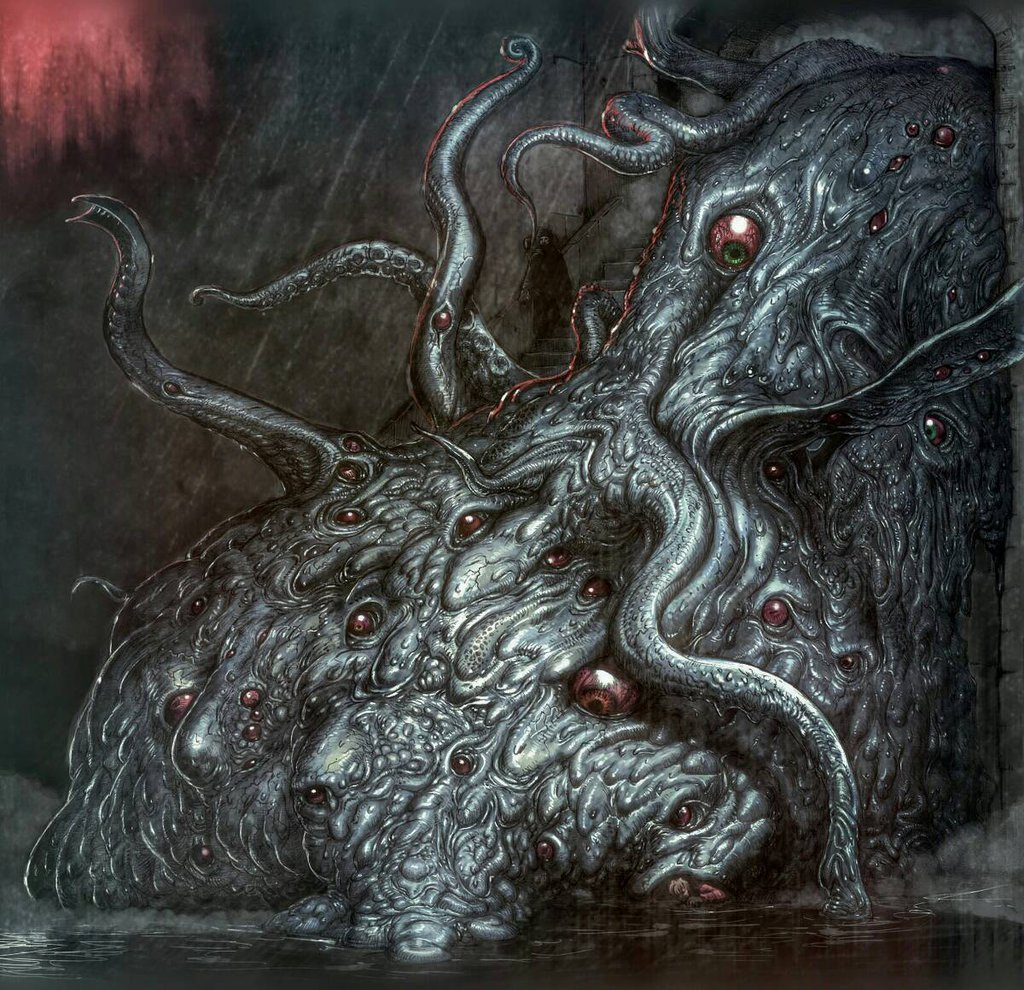
Uno shoggoth, creatura mostruosa descritta nel romanzo Alle montagne della follia

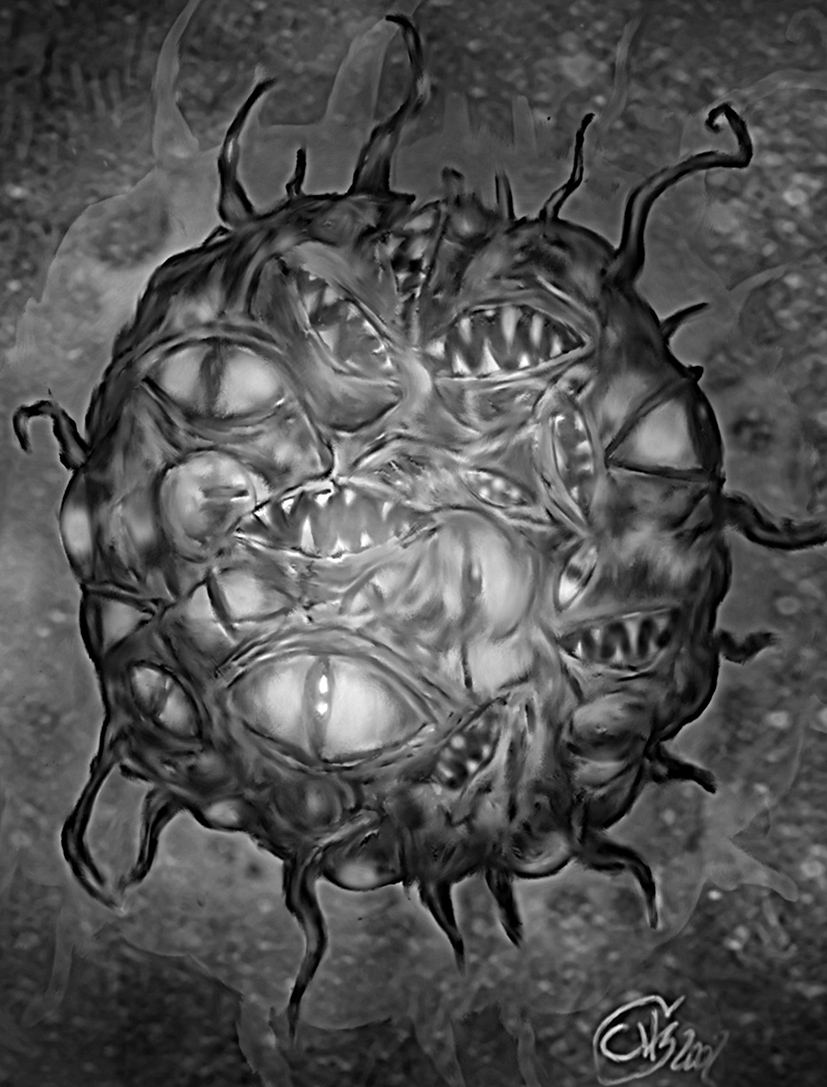
Illustrazione in bianco e nero di uno shoggoth

Uno shoggoth (occasionalmente shaggoth), nell'universo creato dallo scrittore H. P. Lovecraft, è un mostro immaginario appartenente al Ciclo di Cthulhu.
All'inizio fu menzionato nel sonetto XX ("Night-Gaunts") dei Funghi di Yuggoth, scritto nel 1929-30, e comparve nei romanzi brevi: Alle montagne della follia (1936), La maschera di Innsmouth (1931) e La cosa sulla soglia (1933).

## Aspetto fisico
(H. P. Lovecraft, Alle montagne della follia)
La descrizione definitiva degli shoggoth deriva dalla storia sopraccitata. In essa, Lovecraft li descrive come enormi creature simili ad un'ameba di un catramoso aspetto esterno, con apparenti occhi “fluttuanti” multipli. Essi sono descritti come "protoplasmi", mancanti di qualsiasi forma predefinita, mentre sono in grado di formare arti ed organi a volontà. La taglia d'uno shoggoth medio è di 15 piedi, sebbene la storia menzioni alcuni di taglia più grande.
Gli shoggoth sono considerati una delle cose più terribili presenti nei Miti. L'arabo pazzo, Abdul Alhazred, trovò terrificante la sola idea della loro esistenza.

## Origine e storia
Gli shoggoth furono creati dagli Antichi. Essendo amorfi, essi potrebbero assumere qualsiasi forma di cui hanno bisogno, rendendoli molto versatili con il loro ambiente acquatico. Nonostante siano in grado di comprendere il linguaggio degli Antichi, non hanno una reale consapevolezza ed in passato vennero controllati tramite una suggestione ipnotica.

## Altri collegamenti
A parte l'apparizione più importante nell'avventura Alle montagne della follia, gli shoggoth sono comparsi anche in altre storie del Ciclo di Cthulhu, spesso come servitori o prigionieri di potenti culti ed entità. Sono conosciuti per ripetere continuamente la parola "Tekeli-li", un urlo che era usato dai loro antichi padroni. Il tipico grido "Tekeli-li! Tekeli-li!" è  una parola inventata nel finale del romanzo "The Narrative of Arthur Gordon Pym of Nantucket" di Edgar Allan Poe. Viene fatta pronunciare da un abitante di un arcipelago sconosciuto vicino al polo sud, nel racconto l'uomo, perso in un mare opalescente, grida questa parola prima di spirare dalla paura.